# استن راولی
استن راولی (انگلیسی: Stan Rowley; ۱۱ سپتامبر ۱۸۷۶ – ۱ آوریل ۱۹۲۴) دونده دو استقامت اهل استرالیا بود.